# Урняк (Хайбуллінський район)
Урня́к (рос. Урняк, башк. Үрнәк) — присілок у складі Хайбуллінського району Башкортостану, Росія. Входить до складу Абішевської сільської ради.
Населення — 120 осіб (2010; 154 в 2002).
Національний склад:
- башкири — 99%